# 薩莫塞特 (佛羅里達州)
薩莫塞特（英語：Samoset）是位於美國佛羅里達州馬納提縣的一個人口普查指定地區。

## 地理
薩莫塞特的座標為27°28′28″N 82°32′34″W / 27.47444°N 82.54278°W，而該地最高點為海拔高度9米（即30英尺）。

## 人口
根據2010年美國人口普查的數據，薩莫塞特的面積為5.00平方千米，當中陸地面積為5.00平方千米，而水域面積為0.00平方千米。當地共有人口3440人，而人口密度為每平方千米688人。